# Dymitriady

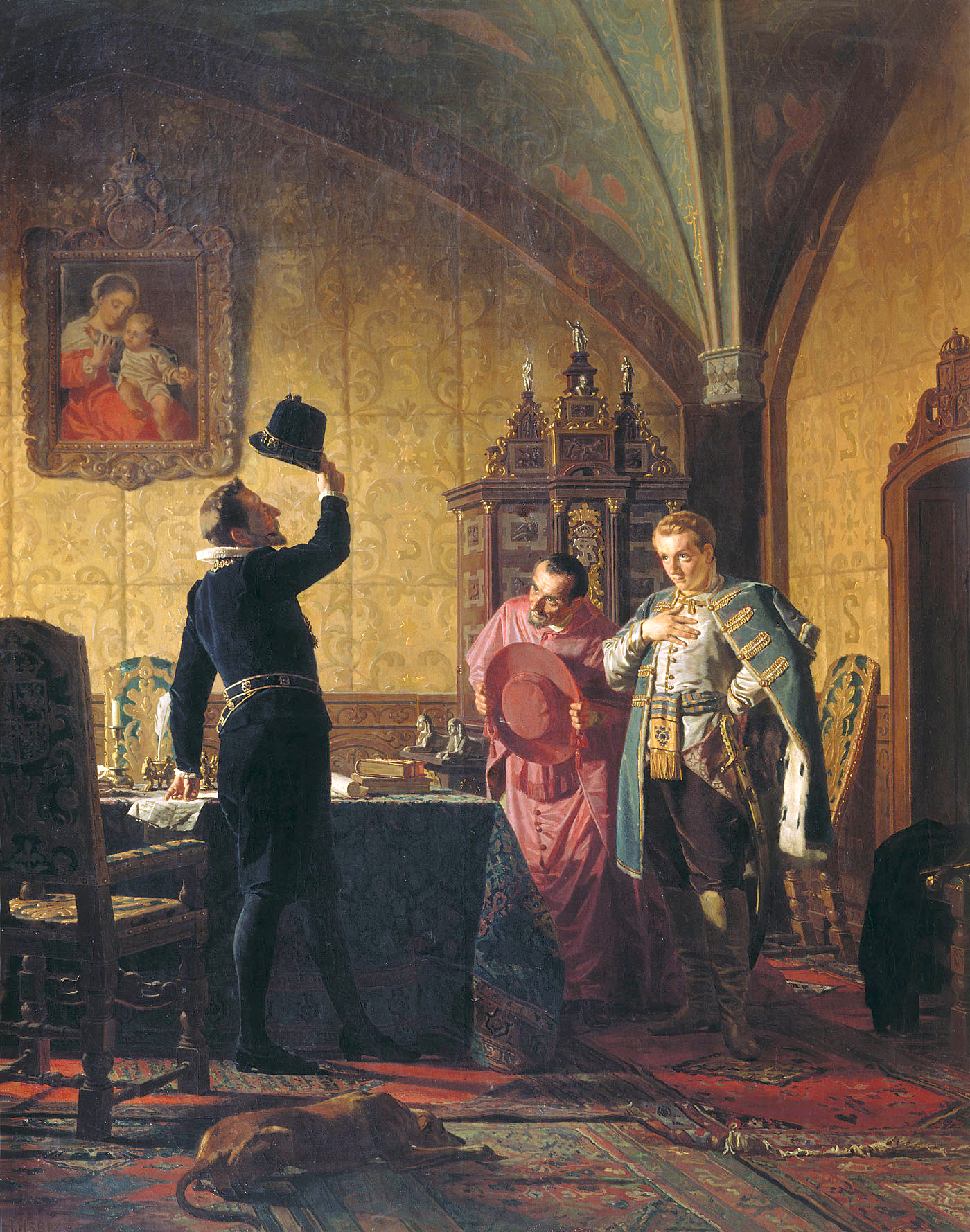
Dymitr Samozwaniec I przysięga Zygmuntowi III Wazie wprowadzenie katolicyzmu w Rosji

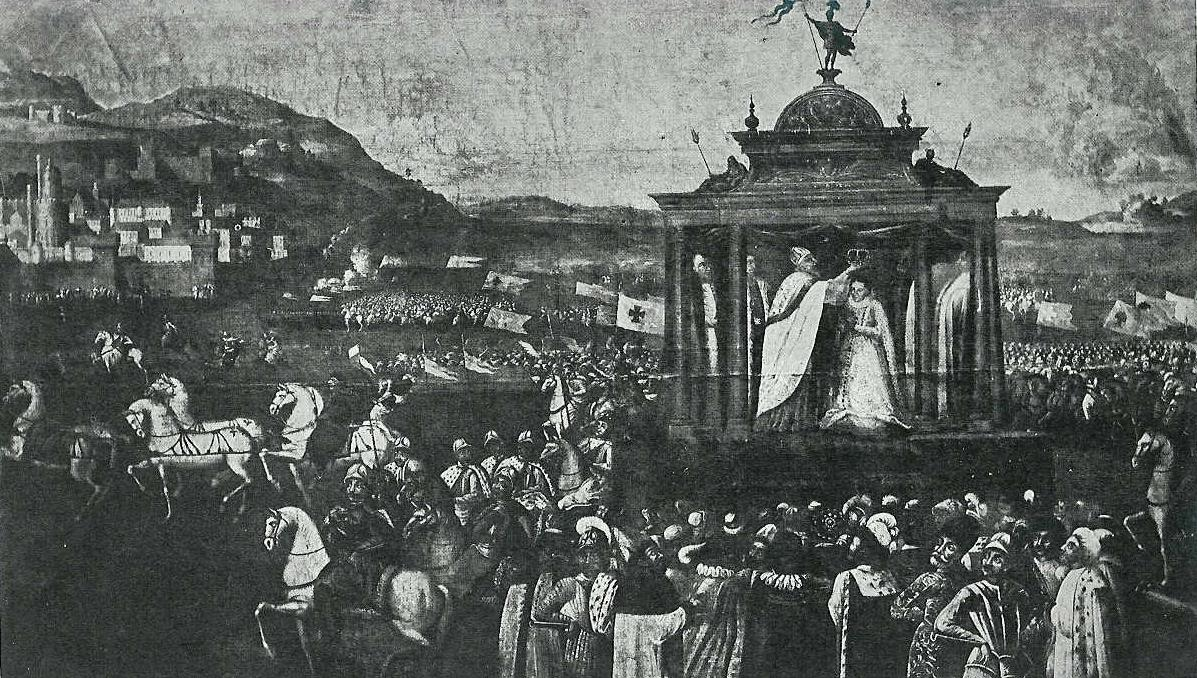
Tomasz Dolabella: Koronacja Maryny Mniszchówny w Moskwie, 8 maja 1606

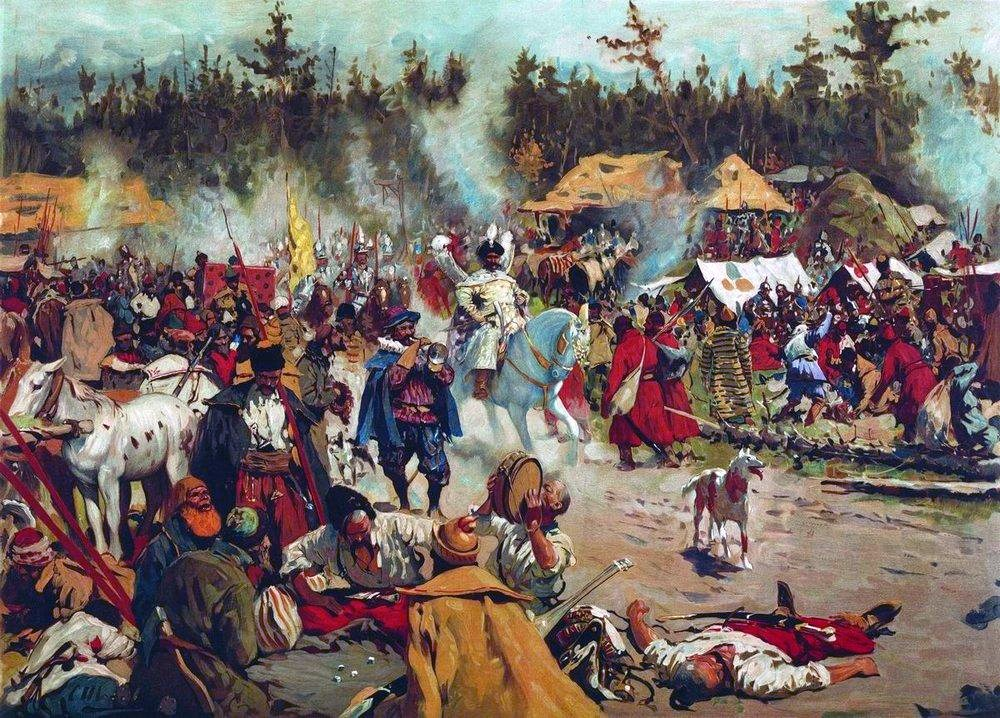
Obóz Dymitra Samozwańca II pod Tuszynem

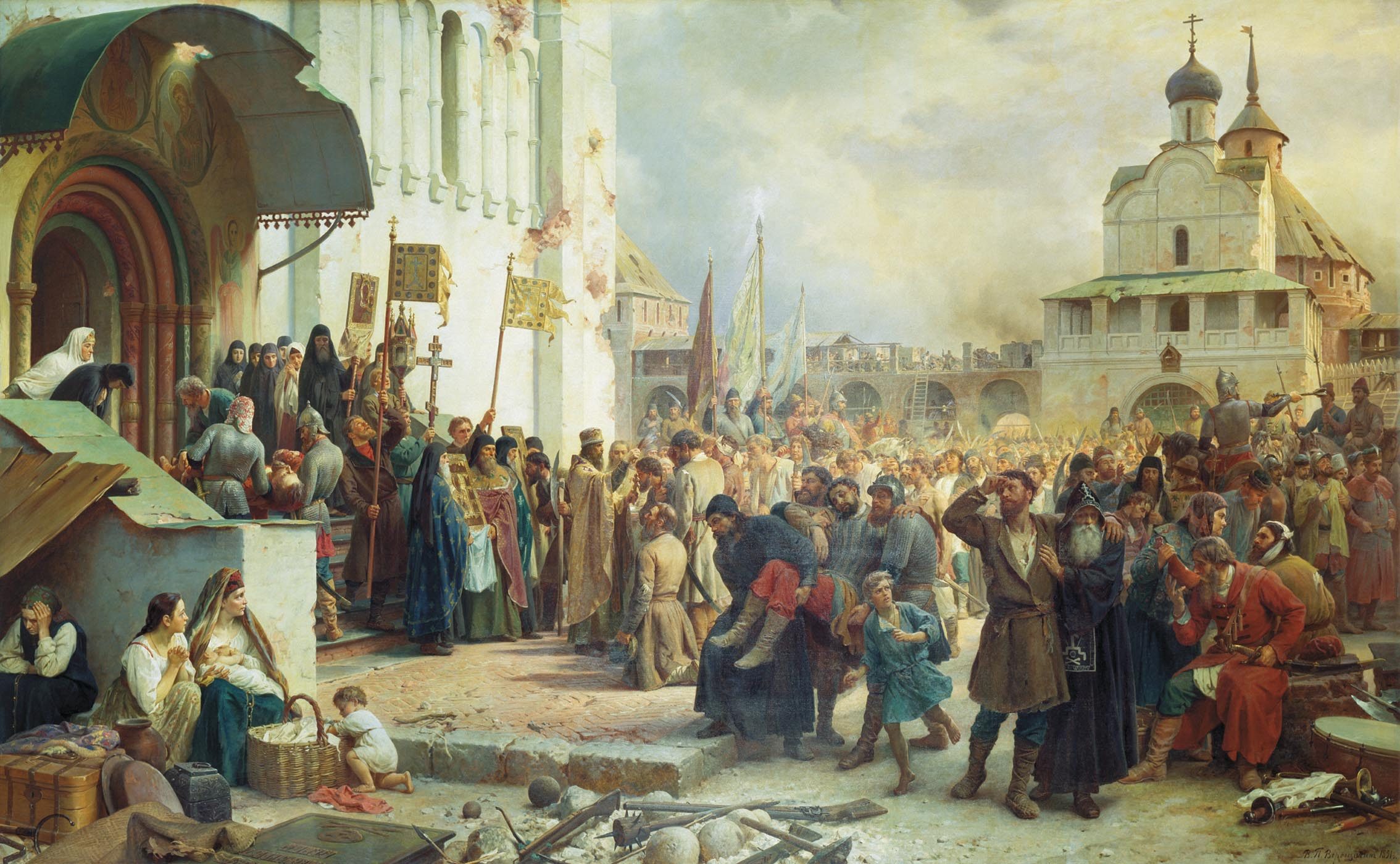
Obrona Ławry Troicko-Siergijewskiej przed wojskami polskimi

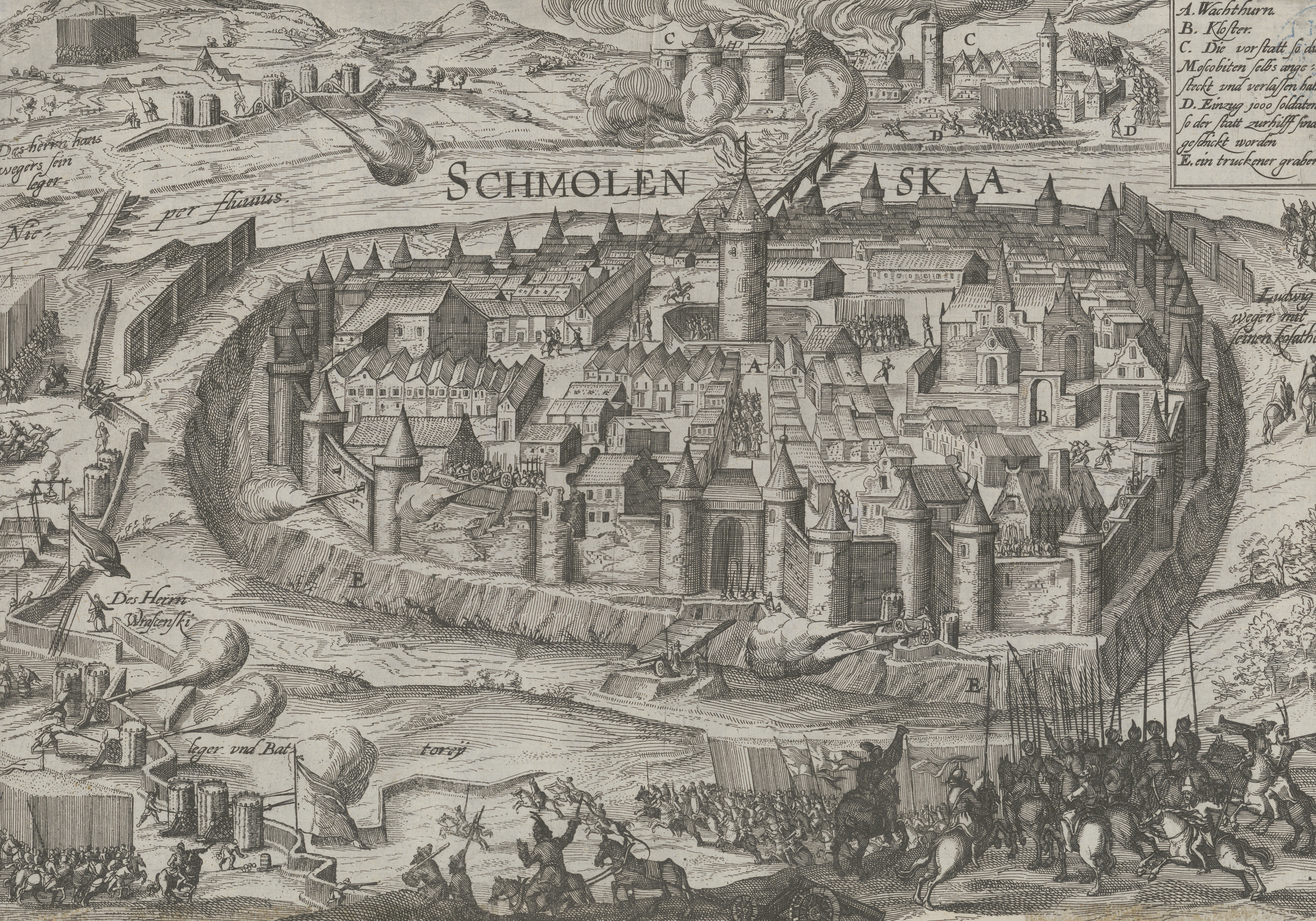
Oblężenie Smoleńska przez wojska Rzeczypospolitej (1609–1611)

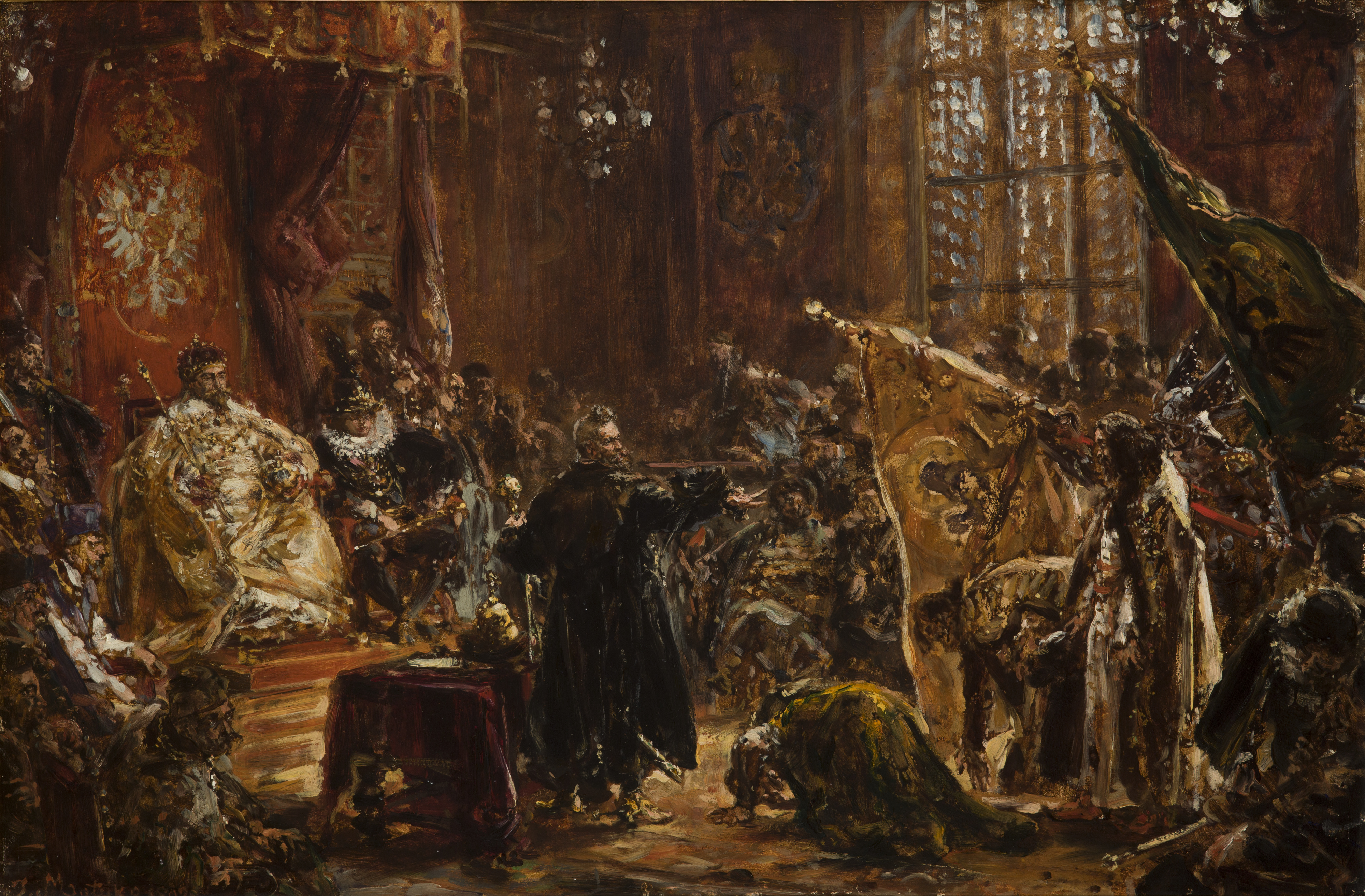
Stanisław Żółkiewski przedstawia carów Szujskich na sejmie warszawskim 1611, obraz Jana Matejki

Dymitriady (ros. Димитриада) – nazwa serii interwencji zbrojnych części polskiej i litewskiej magnaterii w wewnętrzne sprawy Carstwa Rosyjskiego w czasie wielkiej smuty w latach 1604–1610, w celu osadzenia na tronie moskiewskich pretendentów podających się za syna Iwana Groźnego. Dymitriady były jedną z przyczyn wybuchu wojny polsko-rosyjskiej 1609–1618.

## I dymitriada
Prowadzona była w latach 1604–1606 z inicjatywy kresowych magnatów polskich. Idea zbrojnej interwencji mającej na celu osadzenie na tronie carskim własnego kandydata powstała w 1603 roku kiedy to w dobrach Adama Wiśniowieckiego pojawił się człowiek podający się za cudownie ocalonego carewicza Dymitra, syna Iwana IV Groźnego. Carewicz Dymitr zmarł w niewyjaśnionych okolicznościach w 1591 roku w Ugliczu. Być może został zamordowany z inicjatywy Borysa Godunowa doradcy przyrodniego starszego brata Dymitra – cara Fiodora I. Po śmierci Fiodora I w 1598 r. Godunow przejął władzę w Rosji. Druga wersja dotycząca śmierci młodego carewicza mówi o tym, że (chorujący na padaczkę) chłopczyk podczas zabawy „mieczykiem” (lub „nożykiem”) dostał ataku padaczki podczas którego przeciął sobie tętnicę szyjną.
Człowiekiem podającym się za cudownie ocalonego Dymitra, który pojawił się w Polsce w 1603 był prawdopodobnie moskiewski mnich Grzegorz Otriepiew. Nikt nie wierzył w jego rewelacje, jednak magnaci uznali, że jego obecność jest doskonałą okazją do przejęcia władzy w targanej konfliktami Rosji. Wojewoda sandomierski Jerzy Mniszech w zamian za poślubienie przez Dymitra Samozwańca swej córki Maryny Mniszchówny zgodził się poprzeć wyprawę na Rosję. Sejm w 1605 opowiedział się jednogłośnie przeciwko oficjalnemu angażowaniu sił Rzeczypospolitej w tę wyprawę. Hetman wielki koronny Jan Zamoyski nazwał projekt osadzenia Mniszchówny jako carowej za godny komedii Plauta lub Terencjusza. Również król Zygmunt III Waza przychylając się do opinii większości nie poparł jawnie tego przedsięwzięcia, pozwolił jednak w tajemnicy stworzyć zaciężną armię kozaków mającą pomóc w obaleniu Borysa Godunowa.
I dymitriada ruszyła w sierpniu 1604. Nadworne poczty polskich magnatów, wspierane przez rzesze drobnej szlachty, szukającej łatwego zysku wyruszyły w stronę Czernihowszczyzny. Na ich czele stanęli Jerzy Mniszech, Roman Rożyński, Konstanty Wiśniowiecki i Mikołaj Struś. 31 stycznia 1605 wojska Dymitra, uszczuplone odejściem większości posiłkujących go oddziałów polskich, zostały rozbite przez wojska carskie w bitwie pod Dobryniczami nieopodal Siewska. 23 kwietnia umarł jednak car Borys Godunow. Ludność rosyjska masowo przechodziła na stronę Dymitra. W zaistniałej sytuacji 28 maja 1605 bojarzy złożyli z tronu nowego cara Fiodora Godunowa, który niewiele później został zamordowany.
30 czerwca 1605 Dymitr Samozwaniec I triumfalnie wkroczył do Moskwy, i 31 lipca 1605 został koronowany na cara. 17 maja 1606 poślubił oficjalnie Marynę Mniszchównę.
Otoczywszy się grupą polskich doradców ściągnął na siebie niechęć bojarstwa rosyjskiego, które inspirowane przez Szujskich w maju 1606 wywołało bunt. 27 maja 1606 Dymitr Samozwaniec I został zamordowany, wraz z nim ok. 500 Polaków, którzy przybyli na jego wesele z Maryną Mniszchówną („krwawa jutrznia”). Pozostawionych przy życiu Polaków internowano jako zakładników w różnych częściach państwa rosyjskiego. 29 maja Duma Bojarska obwołała carem Wasyla Szujskiego, koronowanego 1 czerwca. Ten musiał radzić sobie z powstaniami wywoływanymi w 1606 i 1607 przez niezadowolone chłopstwo, którego pozycja została odbudowana podczas krótkich rządów Dymitra Samozwańca I. Na Siewierszczyźnie wybuchło powstanie pod wodzą Iwana Bołotnikowa.

## II dymitriada
Prowadzona była w latach 1607–1608 i związana była z pojawieniem się na kresach Rzeczypospolitej Dymitra Samozwańca II. Zyskał on poparcie wielu byłych rokoszan Zebrzydowskiego, w tym lisowczyków Aleksandra Lisowskiego oraz Jana Piotra Sapiehy. W sierpniu 1607 zebrał 3000 żołnierzy w Starodubie, na czele których wkroczył w granice Rosji. Wojska Dymitra pobiły wojska carskie dowodzone przez brata cara Dymitra Szujskiego w dwudniowej bitwie pod Bołchowem (10–11 maja 1608) i 24 czerwca podeszły pod Moskwę. Rozpoczęły blokadę rosyjskiej stolicy, rozłożywszy obóz w miejscowości Tuszyno (Dymitra Samozwańca II nazywano stąd worem (łotrem, oszustem, uzurpatorem) z Tuszyno – ros. тушинский вор). 27 lipca posłowie polscy zawarli z Wasylem Szujskim rozejm na 4 lata, w myśl jego postanowień mieli być uwolnieni polscy zakładnicy z 1606. Ci eskortowani do granic polskich, zostali jednak odbici przez wojska Dymitra. Wśród nich była Maryna Mniszchówna, która bez większych oporów uznała za swojego zmarłego męża pierwszy raz na oczy oglądanego Dymitra Samozwańca II. Latem 1608 do obozu w Tuszynie dotarły kilkutysięczne polskie posiłki. Dymitr zgromadził tam ok. 18 000 piechoty i 2000 jazdy, zasilanej przez kozaków zaporoskich i kozaków dońskich. Jednocześnie od wiosny 1607 operowało już w okolicach Moskwy 10. tysięczne zgrupowanie wojsk polsko-litewskich starosty uświackiego Jana Piotra Sapiehy, który za zgodą Zygmunta III miał czuwać, by rozwój sytuacji w państwie rosyjskim nie obrócił się przeciwko Rzeczypospolitej. W październiku wojska te rozpoczęły oblężenie Ławry Troicko-Siergijewskiej w Siergijew Posad, jednego z najważniejszych ośrodków prawosławia w państwie moskiewskim. Po ponad rocznym oblężeniu wojska polskie zmuszone zostały do zwinięcia oblężenia przez wojska Michaiła Skopina-Szujskiego.

## Chronologia militarna dymitriad
- I dymitriada (1604–1606)
  - bitwa pod Nowogrodem Siewierskim (1604)
  - bitwa pod Dobryniczami (1605)
- Powstanie Bołotnikowa (1606)
  - bitwa pod Moskwą (1606)
- II dymitriada (1607–1608)
  - bitwa pod Kozielskiem (1607)
  - bitwa pod Bołchowem (1608)
  - bitwa nad Chodynką (1608)
  - bitwa pod Zarajskiem (1608)
  - bitwa przy Niedźwiedzim Brodzie (1608)
  - bitwa pod Rachmancewem (1608)
  - potyczka pod Kałazinem (1609)